# Тріод

Позначення тріода на електричних принципових схемах.

Тріо́д (англ. triode) — триелектродна електронно-керована лампа, яка має анод, катод та керувальний електрод, що називають сіткою.
Розміщення між анодом та катодом сітки дає можливість керувати в лампі електронним потоком, змінюючи величину та полярність напруги між сіткою і катодом. Тому сітка в тріоді називається керувальною.
Сітка, здебільшого, являє собою циліндричну або плоску спіраль, із тонкого дроту, що оточує катод. Матеріалом для виготовлення сітки є нікель, молібден, та їх сплави, а також тантал та вольфрам.
Чим нижчий потенціал має сітка, тим більшу роботу повинен здійснити електрон, щоб подолати гальмівне поле. При певному значенні негативної напруги на сітці (відносно катода), жодний електрон не зможе подолати гальмуюче електричне поле сітки. При цьому, анодний струм тріода дорівнюватиме нулю.
В 1907 році, Лі де Форест, помістивши в діод третій електрод (сітку), отримав тріод. Завдяки чому з'явилась можливість підсилювати сигнал при вловлюванні радіо-променів.